# Albanien i olympiska sommarspelen 2000
Albanien deltog i de olympiska sommarspelen 2000 med en trupp bestående av fyra deltagare, två män och två kvinnor, men ingen av landets deltagare erövrade någon medalj.

## Friidrott
Herrarnas 100 meter
| Namn        | Omgång 1 | Omgång 2 | Semifinal | Final | Finalplacering |
| ----------- | -------- | -------- | --------- | ----- | -------------- |
| Oltion Luli | 11,08    | -        | -         | -     | -              |

Damernas 400 meter
| Namn           | Omgång 1 | Omgång 2 | Semifinal | Final | Finalplacering |
| -------------- | -------- | -------- | --------- | ----- | -------------- |
| Klodiana Shala | 56,41    | -        | -         | -     | -              |